# Диас, Мариано
Мариа́но Ди́ас Мехи́я (исп. Mariano Díaz Mejía; род. 1 августа 1993, Премия-де-Мар) — испанский и доминиканский футболист, нападающий.

## Клубная карьера

### «Реал Мадрид»
Мариано начинал свою карьеру в системе «Эспаньола», откуда был отчислен в 2006 году. Затем он выступал за юношеские команды любительских клубов «Премия» и «Санчес Льибре». В 2011 году он дебютировал за эту команду, однако в трёх сыгранных матчах так и не забил ни одного гола. Осенью Мариано перешёл в юношескую команду мадридского «Реала», зимой был переведён в «Реал Мадрид C». За третью команду «сливочных» он отыграл сорок шесть встреч и отметился восемнадцатью голами. В 2014 году игрок был переведён во вторую команду — «Кастилью». В своём первом сезоне форвард был игроком ротации, принял участие в десяти встречах и забил пять голов. В следующем сезоне Мариано стал твёрдым игроком основы и стал лучшим бомбардиром Сегунды Б, забив двадцать пять голов в двадцати девяти матчах. Своей игрой он впечатлил главного тренера «Реала» Зинедина Зидана, подписал долгосрочный контракт с клубом и был переведён в первую команду.
26 октября 2016 года забил свой первый гол за «Реал» в дебютном официальном матче, поразив головой ворота «Культураль Леонесы». 29 ноября 2016 в ответном матче Кубка Испании оформил хет-трик в ворота «Культураль Леонесы». 10 декабря 2016 года в рамках Ла Лиги забил гол в ворота «Депортиво», который помог «Реалу» уйти от поражения и продлить беспроигрышную серию Зинедина Зидана в «Реале»

### «Олимпик Лион»
30 июня 2017 года перешёл в «Олимпик Лион» за 8 миллионов евро. Контракт подписан сроком на 5 лет.
5 августа 2017 года дебютировал за «Лион» в матче против «Страсбура». «Лион» выиграл со счётом 4:0, а в этой игре Диас отметился дублем в ворота соперников. Следующий матч чемпионата «Лион» выиграл у «Ренна» со счётом 2:1, где он записал на свой счёт ещё один гол.

### Возвращение в «Реал»
29 августа 2018 года вернулся в «Реал». Контракт подписан сроком на 5 лет.
3 февраля 2019 года забил в ворота «Алавеса» в добавленное время. 5 мая оформил дубль в ворота «Вильярреала», отличившись на второй и сорок девятой минуте матча.

## Карьера в сборной
24 марта 2013 года Мариано результативно дебютировал за сборную Доминиканской Республики в товарищеском матче против сборной Гаити. В 2017 году Диас объявил о желании выступать за сборную Испании.
В 2025 году вошёл в состав сборной Доминиканской Республики на Золотой кубок КОНКАКАФ 2025.

## Статистика
| Выступление      | Выступление      | Выступление      | Лига | Лига | Кубки | Кубки | Еврокубки | Еврокубки | Итого | Итого |
| Клуб             | Лига             | Сезон            | Игры | Голы | Игры  | Голы  | Игры      | Голы      | Игры  | Голы  |
| ---------------- | ---------------- | ---------------- | ---- | ---- | ----- | ----- | --------- | --------- | ----- | ----- |
| Бадалона         | III              | 2011/12          | 3    | 0    | 1     | 1     | —         | —         | 4     | 1     |
| Реал Мадрид C    | III              | 2012/13          | 20   | 3    | —     | —     | —         | —         | 20    | 3     |
| Реал Мадрид C    | III              | 2013/14          | 26   | 15   | —     | —     | —         | —         | 26    | 15    |
| Реал Мадрид C    | Итого            | Итого            | 46   | 18   | —     | —     | —         | —         | 46    | 18    |
| Реал Мадрид В    | II               | 2013/14          | 1    | 0    | —     | —     | —         | —         | 1     | 0     |
| Реал Мадрид В    | III              | 2014/15          | 10   | 5    | —     | —     | —         | —         | 10    | 5     |
| Реал Мадрид В    | III              | 2015/16          | 33   | 27   | —     | —     | —         | —         | 33    | 27    |
| Реал Мадрид В    | Итого            | Итого            | 44   | 32   | —     | —     | —         | —         | 44    | 32    |
| Реал Мадрид      | I                | 2016/17          | 8    | 1    | 5     | 4     | 1         | 0         | 14    | 5     |
| Олимпик Лион     | I                | 2017/18          | 34   | 18   | 2     | 1     | 9         | 2         | 45    | 21    |
| Олимпик Лион     | I                | 2018/19          | 3    | 0    | —     | —     | —         | —         | 3     | 0     |
| Олимпик Лион     | Итого            | Итого            | 37   | 18   | 2     | 1     | 9         | 2         | 48    | 21    |
| Реал Мадрид      | I                | 2018/19          | 13   | 3    | 1     | 0     | 5         | 1         | 19    | 4     |
| Реал Мадрид      | I                | 2019/20          | 5    | 1    | 2     | 0     | 0         | 0         | 7     | 1     |
| Реал Мадрид      | I                | 2020/21          | 16   | 1    | 2     | 0     | 4         | 0         | 22    | 1     |
| Реал Мадрид      | I                | 2021/22          | 9    | 1    | 1     | 0     | 1         | 0         | 11    | 1     |
| Реал Мадрид      | I                | 2022/23          | 9    | 0    | 0     | 0     | 2         | 0         | 11    | 0     |
| Реал Мадрид      | Итого за «Реал»  | Итого за «Реал»  | 60   | 7    | 11    | 4     | 13        | 1         | 84    | 12    |
| Всего за карьеру | Всего за карьеру | Всего за карьеру | 190  | 75   | 14    | 5     | 22        | 3         | 226   | 83    |

1. ↑  В графу «Кубки» входят игры и голы в национальных кубках, кубках лиги и суперкубках.

## Достижения

### Командные
«Реал Мадрид»
- Чемпион Испании (3): 2016/17, 2019/20, 2021/22
- Обладатель Кубка Испании: 2022/23
- Обладатель Суперкубка Испании: 2019/20
- Обладатель Суперкубка УЕФА (2): 2016, 2022
- Победитель Лиги чемпионов УЕФА (2): 2016/17, 2021/22
- Победитель Клубного чемпионата мира (3): 2016, 2018, 2022

### Личные
- Лучший бомбардир Сегунды В: 2015/16 (25 голов)

## Личная жизнь
Родился в семье испанца и доминиканки из города Сан-Хуан-де-ла-Магуана.